# Forum des droits sur l'internet
Pour les articles homonymes, voir FDI.
Vous pouvez aider à l'améliorer ou bien discuter des problèmes sur sa page de discussion.
- Il n’est pas rédigé dans un style encyclopédique. (Marqué depuis avril 2010)
- Il est à actualiser. Certains passages sont obsolètes ou annoncent des événements désormais passés. (Marqué depuis janvier 2016)

Le forum des droits sur l'internet (connu également sous le sigle FDI) a été un organisme de corégulation de l'internet créé sous la forme d'une association loi de 1901.
Fondé avec le soutien des pouvoirs publics, le FDI avait pour mission de réfléchir aux questions de droit et de société liées à l'internet. Il avait pour mission d'informer le public et d'organiser la concertation entre les pouvoirs publics, les entreprises et les utilisateurs sur ces questions. Il proposait également un service de médiation à destination du grand public.
Le Forum comptait près de 70 membres, organismes publics, associations et entreprises privées. Le 7 décembre 2010, l'Assemblée générale extraordinaire de l'association annonce sa dissolution anticipée, l'État n'ayant pas renouvelé pour 2011 la subvention du FDI qui la faisait vivre à 80 %.

## Origine du Forum des droits sur l'internet
L'idée de créer un organisme spécifique pour réfléchir sur les questions juridiques posées par l'internet apparaît pour la première fois dans le rapport du Conseil d'État de 1998 intitulé « Internet et les réseaux numériques ». Elle a été ensuite expertisée, à la demande du Premier ministre, par le député Christian Paul dans son rapport de juillet 2000, « Du droit et des libertés sur internet », où il confirmait la pertinence et utilisait pour la première fois le terme de « Forum ».
Le Premier Ministre décidait alors de lancer le projet du Forum des droits sur l’internet, en décembre 2000, et d’en confier la responsabilité à Isabelle Falque-Pierrotin, maître des requêtes au Conseil d'État. Fruit d’une réflexion collective, prenant acte de l'interdépendance des acteurs publics et privés sur le réseau et de l'évolution rapide des technologies, Le Forum était un lieu permanent de dialogue et de réflexion visant au développement harmonieux des règles et usages de ce nouvel espace.
Il participait à la corégulation de l'internet où coexistent autorégulation des acteurs privés et régulation des divers acteurs publics.
Les membres fondateurs du Forum étaient :
Isabelle Falque-Pierrotin, maître de requête au Conseil d’État, préside le Conseil d’Orientation pendant 3 ans entourée des autres fondateurs suivants :
Acteurs économiques
- Jacques Rosselin, CanalWeb
- Yves Parfait, Wanadoo
- Pierre de Roualle, Mister Goodeal
- Guy Aubert, Centre National d’enseignement à distance (CNED)

Utilisateurs
- Benoît Tabaka, Association des Internautes Médiateurs (ADIM)
- Reine-Claude Mader, « Consommation, logement, cadre de vie » (CLCV)
- Jean-Pierre Quignaux, Union nationale des associations familiales (UNAF)
- Sébastien Canévet, Internet Society (ISOC)
- Claude Virlogeux, Agence Régionale des Territoires et de la Société de l'Information (ARTESI Ile-de-France)
- Marie-Hélène Feron, Agence Régionale des Territoires et de la Société de l'Information (ARTESI Ile-de-France)

Personnes qualifiées :
- Pierre Sirinelli, professeur de Droit
- Michel Colonna d'Istria, journaliste
- Jean-François Abramatic, W3C

## Les missions du Forum des droits sur l'internet
Le Forum était investi de quatre missions :
- la concertation entre les acteurs ;
- l'information et la sensibilisation du public ;
- la médiation des différends liés à l'internet impliquant au moins un particulier ;
- la coopération internationale.

À l'occasion de son assemblée générale du 15 juin 2006, une cinquième mission avait été ajoutée : celle relative à l'élaboration et à la gestion des chartes et labels.

### La concertation entre les acteurs
Le FDI organisait la concertation entre les utilisateurs, les acteurs économiques et les instances publiques sur les questions de droit et de société liées aux réseaux. Cette activité se voulait préparatoire à la prise de décision des autorités publiques ou privées et éclaire les fondements de celle-ci.
Sur la base des débats qu'il organisait et des conclusions des groupes de travail, le FDI pouvait formuler des recommandations qui s'adressaient aussi bien aux acteurs privés, en les appelant à une action d'autorégulation, qu'aux acteurs publics de la régulation pour un aménagement du droit existant. Cette mission de recommandation était exercée de sa propre initiative ou sur saisine du gouvernement, du Parlement ou des autorités administratives indépendantes (CSA, ART, CNIL…).

#### Les recommandations émises par le Forum des droits sur l'internet
Le FDI avait émis les recommandations suivantes :
- Le vote électronique et la modernisation du processus électoral : les machines à voter, adoptée le 30 juin 2008 à la suite d'une autosaisine, avec position minoritaire de l'April[2] (retrait du groupe de travail[3]) ; ce qui vaudra a Isabelle Falque-Pierrotin, présidente du Forum des droits sur l’internet d'être nommée en 2007, au Big Brother Awards[4] « pour sa collaboration déterminée à l’évitement de toute évaluation scientifique et contradictoire de l’utilisation du vote électronique en France, et notamment, courant 2007, des machines à voter »
- Commerce en ligne et produits de santé, adoptée le 30 juin 2008 à la suite d'une autosaisine ;
- Les lieux d'accès public à l'internet, adoptée le 28 décembre 2007 à la suite d'une autosaisine ;
- Jeux vidéo en ligne : Quelle gouvernance ?, adoptée le 9 novembre 2007 à la suite d'une autosaisine ;
- Droit de la consommation appliqué au commerce électronique, adoptée le 31 août 2007 à la suite d'une autosaisine ;
- Internet et communication électorale, adoptée le 17 octobre 2006 à la suite d'une autosaisine ;
- Classification des contenus multimédias mobiles, adoptée le 17 octobre 2006 et faisant suite à une demande de l'Association française des opérateurs mobiles (Afom) ;
- Les publiciels et espiogiciels, adoptée le 11 juillet 2006 à la suite d'une autosaisine ;
- Elaboration d'un « Certificat citoyen / Famille ». Ce groupe a été créé à la suite d'une saisine de Dominique de Villepin, ministre de l'Intérieur en avril 2005 et de Philippe Bas, ministre délégué à la Famille en septembre 2005. La recommandation a été adoptée le 26 avril 2006 et remise aux ministres concernés. Elle a été publiée par le FDI le 28 juillet 2006 postérieurement au Comité interministériel à la société de l'information du 11 juillet 2006 ;
- La conservation électronique des documents, adoptée le 1er décembre 2005 à la suite d'une autosaisine ;
- Commerce électronique entre particuliers, adoptée le 8 novembre 2005. Cette recommandation fait suite aux conclusions du premier rapport du Forum des droits sur l'internet réalisé par son Observatoire permanent de la cyber-consommation (aujourd'hui[Quand ?] disparu) ;
- Liens commerciaux, adoptée le 26 juillet 2005, à la suite d'une autosaisine ;
- Les Enfants du Net (2) – Pédo-pornographie et pédophilie sur l'internet, remise le 25 janvier 2005 à Philippe Douste-Blazy, ministre des Solidarités, de la Santé et de la Famille à la suite d'une autosaisine ;
- Le télétravail en France, remise le 14 décembre 2004 à Gérard Larcher, ministre délégué au Travail, à la suite d'une saisine du Ministre des Affaires Sociales, du Travail et de la Solidarité ;
- Le courtage en ligne de biens culturels, remise le 22 juillet 2004 à Renaud Donnedieu de Vabres, ministre de la Culture et de la communication, à la suite d'une demande du Conseil des ventes volontaires de meubles aux enchères publiques ;
- Les Enfants du Net (1) – Les mineurs et les contenus préjudiciables sur l'internet, remise le 11 février 2004 à Christian Jacob, ministre de la Famille dans le cadre du Conseil consultatif de l'internet placé auprès de Claudie Haigneré, ministre déléguée à la Recherche et aux Nouvelles technologies à la suite d'une autosaisine ;
- Avis du Forum des droits sur l'internet sur le projet de décret relatif aux actes authentiques électroniques, adopté le 18 novembre 2003 à la suite d'une saisine du ministère de la justice ;
- Quelle responsabilité pour les créateurs d'hyperliens vers des contenus illicites ?, adoptée le 23 octobre 2003. Il s'agissait du deuxième volet de la recommandation adoptée le 3 mars 2003 ;
- Quel avenir pour le vote électronique en France ?, remise à Nicolas Sarkozy, ministre de l'Intérieur le 26 septembre 2003, à la suite d'une autosaisine ;
- Quelle responsabilité pour les organisateurs de forums de discussion sur le Web ?, adoptée le 8 juillet 2003. Le sujet de cette recommandation faisait suite aux condamnations d'internautes à la suite de la publication de commentaires dans leurs forums de discussion ;
- Quelle politique de diffusion des données publiques ?, remise à Henri Plagnol, secrétaire d'État à la réforme de l'État le 14 avril 2003, à la suite d'une autosaisine ;
- Hyperliens : statut juridique, adoptée le 3 mars 2003. Le sujet de cette recommandation avait été proposé par les internautes interrogés par le FDI dans un forum de discussion ouvert lors de sa création en mai 2001 ;
- Projet de loi pour la confiance dans l'économie numérique, adoptée le 6 février 2003, à la suite d'une autosaisine ;
- Le développement de l'administration électronique, remise à Henri Plagnol, secrétaire d'État à la Réforme de l'État le 3 février 2003, à la suite d'une autosaisine ;
- Relations du travail et Internet, adoptée le 17 septembre 2002, à la suite d'une autosaisine ;
- Internet et communication électorale, adoptée le 29 août 2002, à la suite d'une autosaisine ;
- Internet et les modes alternatifs de règlement des différends, adoptée le 17 juin 2002, à la suite d'une autosaisine. Cette recommandation a servi de base au développement du service de médiation du FDI, MediateurDuNet.Fr ;
- Conservation des données relatives à une communication électronique, adoptée le 18 décembre 2001 à la suite d'une autosaisine.

#### Les travaux du Forum des droits sur l'internet
Le FDI travaille sur plusieurs sujets :
- la commerce en ligne et les produits de santé ;
- la protection de l'enfance.

### L'information et la sensibilisation
La mission d’information du FDI s'opère par l'animation d'un portail d'information à destination du grand public et des spécialistes, Foruminternet.org, par le traitement de questions soumises au point de contact du FDI et par la publication de guides et de rapports.
Un service de veille juridique est destiné aux professionnels. Le FDI publie régulièrement sur son site des décisions relatives à l'internet et des actualités juridiques. Il publie également des dossiers juridiques sur les sujets plus complexes.
Le FDI propose aux particuliers plus de 250 fiches pratiques, auparavant diffusées sur le site DroitDuNet.fr. Il édite aussi des guides pratiques d'information. Enfin, il organise régulièrement des consultations publiques.

#### Le service DroitDuNet.fr
Lancé avec le soutien du Gouvernement le 12 mars 2003 à quelques jours de la Fête de l'Internet, le service DroitDuNet.fr est conçu comme un service d'information et d'orientation à la disposition de tous et accessible gratuitement. Il a pour but d’apporter des réponses pratiques à l'ensemble des questions de nature juridique que peuvent se poser les internautes dans leur usage quotidien du réseau.
Ce service répondait à une demande des internautes, comme l’illustrait un sondage IPSOS-SIG réalisé en février 2003 pour le Forum des droits sur l’internet. Plus de 80 % des personnes interrogées jugeaient utile la création d’un service destiné à les informer sur leurs droits sur l'internet. La protection de l’enfance (contenus violents ou pornographiques), sécurité des paiements et sécurité informatique (virus, piratage) arrivaient en tête des préoccupations des internautes, totalisant respectivement 53 %, 36 % et 30 % des réponses. Enfin, 90 % des personnes interrogées pensaient que le rôle de ce site devrait également consister à orienter les internautes vers les institutions et les organismes compétents
Le service d'information rassemble plus de 250 fiches pratiques accessibles de trois façons :
- par profil : parents, juniors, salariés, consommateurs, citoyens, créateurs de sites, entreprises ;
- par dossiers thématiques (protection de l’enfance, pollupostage (spamming), etc.) ;
- par le biais d’une question que l’internaute peut poser via le moteur de recherche.

Wanadoo, Microsoft et l'Association des fournisseurs d'accès et de services internet (AFA) soutenaient cette initiative dans le cadre d’un partenariat.

#### Guides pratiques
Dans le cadre de sa mission d'information et de sensibilisation, le FDI a édité des guides pratiques dans plusieurs domaines :
- Commerce électronique : Achats en ligne : suivez le guide…, publié le 19 novembre 2007. Ce guide a reçu le soutien du ministère de l'Économie, des Finances et de l'Emploi, de l'Organisation Générale des Consommateurs (OR.GE.CO), de la Fédération du e-commerce et de la vente à distance (FEVAD). Il a été diffusé en partenariat avec le quotidien 20 minutes et le magazine Internaute(s) Micro ;
- Protection de l'enfance : Internet et moi, un guide pratique pour les adolescents, publié le 25 avril 2007, réalisé en partenariat avec Okapi, avec le soutien du Collectif Interassociatif Enfance et Media (CIEM), de la Délégation Interministérielle à la Famille et de Microsoft ;
- Démocratie en ligne : Politiquement web, un guide pratique à l’usage de l’internaute citoyen publié le 12 décembre 2006 dans le prolongement de la recommandation « Internet et communication électorale » du 17 octobre 2006 ;
- Je blogue tranquille, un guide pratique destiné aux blogueurs, publié le 2 novembre 2005.

Des guides pratiques ont été publiés antérieurement sur l'administration électronique et la propriété littéraire et artistique.

#### Consultations publiques
Le Forum des droits sur l'internet a organisé plusieurs consultations publiques soit sous la forme de forums de discussions, soit sous la forme de débats publics.
Les forums de discussion
Il a, ainsi, organisé du 6 janvier au 30 mai 2003 un forum de discussion, en collaboration avec la Fondation internet nouvelle génération, sur le thème des réseaux peer-to-peer. Le forum de discussion a reçu plus de 600 contributions émanant de plusieurs centaines d’internautes qu’il s’agisse de techniciens, d’associations professionnelles (AFA, SCPP), d’auteurs ou d’utilisateurs des réseaux peer-to-peer. Une synthèse de l'ensemble des débats a été réalisée.
Ensuite, le FDI a ouvert et animé du 15 juin au 15 novembre 2004 un forum de discussion pour prendre le point de vue des internautes sur les moyens de lutter contre le racisme, la xénophobie et l'antisémitisme sur l'internet. Il a remis le 3 décembre 2004 à Renaud Muselier, une synthèse des 250 contributions recueillies.
En mai et juin 2005, un forum sur le thème des Jeux en ligne massivement multijoueur, du virtuel au réel » a été organisé en partenariat avec le site JeuxOnLine. Les 300 contributions recueillies ont nourri un dossier sur les « Jeux en réseau massivement multijoueur ». Elles ont également servi de base à la recommandation sur le même thème adoptée le 9 novembre 2007.
Une consultation analogue a été lancée en avril 2008 en partenariat avec le site Doctissimo sur la vente de médicaments en ligne. Elle a recueilli plus de 280 messages dont les tendances seront reprises dans le cadre des travaux sur le commerce en ligne et les produits de santé.
Depuis 2007, le FDI lance tous les ans en début d'année une consultation pour identifier les attentes des internautes en matière d'internet et de droit lié aux nouvelles technologies et à la société de l’information :
- Rapport de synthèse de la consultation 2008 des internautes, « Les internautes français souhaitent une meilleure prise en compte des enjeux de l’internet », publié le 27 mars 2008 ;
- Rapport de synthèse de la consultation 2007 des internautes, publié le 7 juin 2007, en partenariat avec l'Internet Society France (Isoc) et ZDNet.

Les débats publics
Le FDI a remis le 16 décembre 2002 ses conclusions portant sur la protection des données personnelles dans l'administration électronique au ministère de la fonction publique et au secrétariat d'État à la réforme de l'État. Pour mener à bien ce travail, il s'est appuyé sur un débat en ligne sur son site de février à mai 2002 et sur six manifestations publiques en province.
Le FDI a organisé en 2005 un débat public sur la carte nationale d’identité électronique, qui a rassemblé plus de 3 000 contributions en ligne. Cette consultation, qui a donné lieu à un rapport, a été réalisée à la demande du ministère de l'Intérieur.

#### Dossiers d'information
Dans le cadre de sa mission d'information et de sensibilisation, le Forum des droits sur l'internet a publié plusieurs dossiers d'information destinés à analyser un nouveau texte législatif ou à faire le point sur les enjeux juridiques ou de société liés au monde numérique. la liste des dossiers

### La médiation des différends liés à l'internet
Sur l'initiative de Sébastien Canévet, le FDI avait lancé le 16 septembre 2004 un service de médiation des différends liés à l'internet. Ce service avait pour vocation de traiter les différends liés à l'utilisation de l'internet impliquant au moins un particulier et soulevant un ou plusieurs problèmes juridiques. Le service n'est pas compétent pour les problèmes techniques (liés à la connexion, au matériel informatique…), pour les différends touchant à l'ordre public (ex. : demande de retrait de contenus à caractère pédo-pornographique, demande de retrait d'une publicité mensongère sur l'internet…), ou encore pour les litiges de masse. Il s’agit essentiellement de litiges entre entreprises et consommateurs, ou entre particuliers.
La médiation proposée par le FDI offrait un processus extra-judiciaire souple et amiable, reposant sur le dialogue des parties avec un tiers indépendant. Le service avait été testé pendant près d'un an avant d'ouvrir au grand public et l'expérimentation avait montré des taux de réussite importants : 75 % des affaires ayant pu être réglées à l'amiable et 90 % des accords ont été respectés.
Le 7 février 2006, le FDI faisait un premier bilan de son service de médiation. À cette date, le service avait enregistré plus de 5 400 demandes dont 3 200 ont pu être traitées, avec un taux de résolution de 89 % pour les dossiers clôturés. 97 % des cas reçus portent sur le commerce électronique. La non réception des biens et les vices cachés constituent l’essentiel de ces demandes. Les problèmes liés à la fourniture d’accès portent essentiellement sur les conditions de résiliation et les prélèvements sans prestation effective. Sur l’ensemble de ces litiges, la moitié sont d’un montant supérieur à 120 euros.
Ce service semblait très apprécié des internautes, comme l'a indiqué l'étude menée en janvier 2005 par le cabinet Influx, faisant état d’un taux de satisfaction de plus de 73 %.
À partir du 15 juin 2006, le FDI avait assuré, en partenariat avec l’Afnic, le règlement extra-judiciaire des conflits portant sur les noms de domaine en .fr apportés par les particuliers. Deux types de litiges étaient concernés : entre deux particuliers ou entre un particulier et une entreprise.
Le service de médiation du FDI avait été depuis le 16 septembre 2005 au centre des débats qui avaient lieu entre les pouvoirs publics, les associateurs de consommateurs, les opérateurs de téléphonie et les fournisseurs d'accès à l'internet. Cela a donné lieu à un rapport[PDF] des mécanismes existants de l'ARCEP « en vue d'améliorer la médiation et garantir l'indépendance du médiateur dans le secteur des communications électroniques ».

### La gestion et l'élaboration de chartes et labels
Cette nouvelle mission a été ajoutée aux précédentes missions du FDI à l'occasion de l'Assemblée générale du 15 juin 2006.
À l'occasion du cinquième Comité interministériel à la société de l'information, il a été décidé de procéder à la création d'une commission administrative destinée à protéger et promouvoir une « marque de confiance » distinguant les fournisseurs d'accès à l'internet et les prestataires de services respectant un ensemble d'engagements en faveur d'une sécurisation de l'accès à l'internet des particuliers. Cette instance collégiale et tripartite sera soutenue « sur le plan administratif et logistique » par le Forum des droits sur l'internet

### La coopération internationale
Le FDI participe aux diverses initiatives européennes et internationales.
Au niveau communautaire
Le FDI a participé au livre vert de la Commission européenne sur les modes alternatifs de résolution des litiges relevant du droit civil et commercial en apportant des éléments de réponse.
Il a également lancé en décembre 2003 un Réseau européen de corégulation de l'internet (European Internet Coregulation Network - EICN). Ce réseau a pour objectif de :
- construire un réseau de ressource et d’expertise sur les questions juridiques de l’internet au niveau européen. Grâce au réseau, les membres pourront partager leurs expériences, les bonnes pratiques et les connaissances ;
- organiser un débat public entre l’ensemble des acteurs (représentants des États, secteur privé et société civile) au niveau européen sur les questions de droit et d’usage de l’internet (comme le spam, la protection de l’enfance, la propriété intellectuelle, etc.) ;
- apporter des propositions aux institutions européennes ;
- contribuer au processus de suivi du SMSI.

Ce réseau européen a publié plusieurs rapports.
Au niveau international
Le Forum a participé à la Commission nationale pour l'UNESCO notamment en intervenant sur la thématique de liberté d'expression dans la société de l'information.
Il a également été accrédité parmi les représentants de la société civile au Sommet mondial sur la société de l'information. Il y a notamment contribué sur les questions de gouvernance de l’internet.

## Le mode de fonctionnement du Forum des droits sur l'internet
Le Forum des droits sur l’internet est une association sans but lucratif relevant de la loi de 1901. L’association est pilotée par deux organes principaux : un conseil de surveillance et un conseil d'orientation. L'activité de l'association se traduit notamment par la mise en place de groupes de travail sur les thèmes faisant l'objet d'une question juridique ou de société.

### Le Conseil d'orientation
Le Conseil d’orientation est la structure d'impulsion et de validation du travail réalisé par le FDI. Il fixe le programme de travail, décide de la création des groupes de travail, émet les recommandations après avis des comités de concertation et prend toute décision relative à la vie et à l’activité de l’association.
Deux observateurs de l'administration siègent avec voix consultative au Conseil d'orientation. Il s'agit :
- d'un représentant du Premier ministre, par l'intermédiaire de la Direction du développement des médias (DDM) ;
- d'un représentant du Ministère de l'Économie, des Finances et de l'Industrie, par l'intermédiaire de la direction générale des Entreprises.

On note l'absence d'un représentant du ministère de la Culture, qui revendiquait pourtant dès 1998 le droit des technologies de l'information et de la communication (TIC) comme relevant de sa compétence de par les nombreux aspects de droit d'auteur impliqués dans le droit d'Internet. La suppression pour 2011 de la subvention de l’État, qui entraînera la fin du FDI, est probablement liée à cette rivalité discrète mais réelle des deux organismes. Mais aussi au fait, plus généralement, que le FDI montrait au grand jour une élaboration du droit avec les industriels et les consommateurs. Aspect réel mais habituellement caché.
À l'occasion de l'Assemblée générale du 15 juin 2006, la Caisse des dépôts et consignations (CDC) a été nommée dans le collège des acteurs économiques et l'Organisation générale des consommateurs (Orgeco) et l'April — une association de promotion et de défense des logiciels libres — dans le collège des utilisateurs.

### Le Conseil de surveillance
Le Conseil de surveillance est chargé du contrôle de l’objet social et du respect des engagements budgétaires de l’association.
Il est composé de :
- François Terré, professeur de droit, Président
- l'Institut national de l'audiovisuel (INA)
- la Bibliothèque nationale de France (BNF)

Ont été auparavant membres du Conseil de surveillance :
- le Centre national de la recherche scientifique (CNRS) (jusqu'en 2005)
- la Caisse des dépôts et consignations (jusqu'en 2006)
- l'Institut de recherche et coordination acoustique/musique (IRCAM) (jusqu'en 2006)

### Les groupes de travail
Un groupe de travail n'est pas une structure statutaire de l'association mais une modalité de fonctionnement de celle-ci.
Animés par un permanent du Forum, les groupes de travail ont pour objectif de réfléchir sur un thème fixé par le Conseil d'orientation et, au terme de leurs auditions, consultations et recherches, de proposer des conclusions au Conseil d’orientation.
Ces groupes sont composés des membres intéressés de l’association et d’experts invités.

### Les observatoires
Parallèlement à ses groupes de travail, le Forum a également procédé à la création d'observatoires.
- Observatoire de la web-campagne : en octobre 2006, le Forum a indiqué qu'un suivi des usages en matière de communication électorale sur l'internet sera effectué tout au long de la période 2007-2008 avec la publication, le cas échéant, de compléments d’information.
- Observatoire de la cyber-consommation : cet observatoire a été créé en septembre 2003. Son objectif premier est de s'intéresser aux attentes des cyber-consommateurs au travers des enquêtes de terrain sur un sujet donné et d'aider les instances du Forum des droits sur l'internet à déterminer les questions juridiques qui méritaient de faire l'objet d'un examen plus approfondi par des groupes de travail.

Il a également pour objectif d'émettre des alertes en cas de détection d'activités potentiellement frauduleuses. Il a ainsi émis un bulletin d'alerte sur la pratique des dialers (juin 2004) et sur celle de l'hameçonnage (janvier 2005)
Cet observatoire est composé de divers experts spécialistes du commerce électronique (Cedric Manara, Cécile Moulard) et de représentants des administrations et structures compétentes en la matière (DGCCRF, INC, CST)

## Controverse sur le respect des statuts
En juin 2007, Isabelle Falque-Pierrotin, présidente et déléguée générale du FDI demande une révision des statuts de l'association. La gouvernance du FDI étant basée sur un équilibre entre utilisateurs et acteurs économiques, pour être voté, une motion doit être adoptée par les deux collèges. Lors de cette Assemblée Générale, le collège utilisateurs votera majoritairement contre la proposition de révision des statuts. Malgré l'opposition de nombreux acteurs présents lors de la réunion, la présidente imposera les nouveaux statuts lui permettant de rester à la tête de l'organisation jusqu'à sa dissolution en 2011.
Depuis cet épisode, la gouvernance ouverte qui avait présidé à la bonne gestion du FDI a été mise à mal. L'implication d'importants contributeurs utilisateurs (comme l'April, Wikimédia…) s'est considérablement réduite depuis cet évènement, ce qui a eu un impact non négligeable sur ses dernières années d'activité.

### Documents institutionnels
- Statuts du Forum des droits sur l'internet
- Cinquième rapport d'activité du Forum des droits sur l'internet, année 2006
- Quatrième rapport d'activité du Forum des droits sur l'internet, année 2005
- Troisième rapport d'activité du Forum des droits sur l'internet, année 2004
- Deuxième rapport d'activité du Forum des droits sur l'internet, année 2003
- Premier rapport d'activité du Forum des droits sur l'internet, années 2001 et 2002